# Гуидо I (Сполето)
Вижте пояснителната страница за други личности с името Гуидо.
Видо I или Гвидо I (Wido I, Guido) е херцог на Сполето през 842 – 859 г. Той е от фамилията на Гвидоните, която владее през втората половина на 9 век лангобардското херцогство Сполето в Средна Италия.

## Произход
Той е син на Ламберт I († 836/837) граф на Нант, маркграф на Бретонската марка, и Адалхайд от Лангобардия (* след 800 г.), най-голямата дъщеря на Пипин от Италия.

## Фамилия
С неговата съпруга Ита (или Итана), вероятно дъщеря на принц Сико I от Беневенто, той има децата:
- Ламберт († 880), херцог на Сполето ок. 859 – 871, 876 – 879
- Гуидо Сполетски († декември 894, херцог на Сполето, крал на Италия 889, император 891
- Ротхилда ∞ пр. 875 Адалберт I, маркграф на Тусция († 884)